# Cryptocellus foedus
Espèce
Cryptocellus foedus est une espèce de ricinules de la famille des Ricinoididae.

## Distribution
Cette espèce est endémique du Brésil. Elle se rencontre en Amazonie.

## Publication originale
- Westwood, 1874 : Thésaurus Entomologicus Oxoniensis. Oxford, Clarendon Press, p. 1–205 (texte intégral).